# Caulanthus californicus
Caulanthus californicus är en korsblommig växtart som först beskrevs av Sereno Watson, och fick sitt nu gällande namn av Edwin Blake Payson. Caulanthus californicus ingår i släktet Caulanthus och familjen korsblommiga växter. Inga underarter finns listade i Catalogue of Life.